# Studio 17
Studio 17 – jamajskie studio nagraniowe, założone w 1968 roku w Kingston przez Vincenta "Randy'ego" China.
Historia studia sięga przełomu lat 50. i 60. XX wieku, kiedy to Chin zdecydował się przenieść swój niewielki sklep z nagraniami "Randy's Records" z portowej dzielnicy Down Town bliżej centrum stolicy. W tym celu wynajął lokal po dawnej lodziarni przy 17 North Parade, naprzeciwko skweru Victoria Park (obecnie przemianowanego na St. William Grant Park). W roku 1964 wykupił lokal, zaś pod koniec 1968 roku wraz z żoną Patricią otworzył na górnym piętrze własne studio nagraniowe. Działało ono do roku 1975, kiedy to rodzina Chinów opuściła wyspę i wyemigrowała do Nowego Jorku.
Mimo iż studio było aktywne jedynie przez kilka lat, dziś uznawane jest za jedno z miejsc, w których rodziła się historia muzyki reggae. Początkowo zostało wynajęte przez amerykańską wytwórnię JAD Records dla Johnny'ego Nasha, jako następni nagrywali tam m.in. Clancy Eccles i Phil Pratt. W latach 1970–71 Lee "Scratch" Perry zarejestrował w nim część sesji Boba Marleya na legendarną płytę zespołu The Wailers, Catch a Fire. Do najsłynniejszych albumów nagrywanych w Studio 17 zaliczyć można także Legalize It oraz Equal Rights Petera Tosha, Marcus Garvey Burning Speara, jak i debiutancki album Augustusa Pablo. Częstymi bywalcami studia byli również Gregory Isaacs i Dennis Brown.